# Sprej za nos
Sprejevi za nos, se koriste za nazalno doziranje lekova, bilo lokalno da bi olakšali simptome prehlade ili alergije, ili sa sistematskim namenom. Mada je metodi nazalnog unosa leka variraju, većina nazalnih sprejeva funkcioniše putem stvaranja fine magle u nozdrvi akcijom mehanizma ručne pumpe. Tri glavna tipa sprejeva sa lokalnim efektom su: antihistamini, kortikosteroidi, i topikalni dekongestanti.

## Antihistamini
Prezastupljenost histamina i njime izazvana reakcija je glavni uzrok alergijskih reakcija kod ljudi. Histamin se prirodno proizvodi u telu, što uzrokuje inflamatorne efekte koji pomažu imunskom sistemu da odstrani strane supstance. Antihistamini funkcionišu putem kompeticije za aktivna mesta histaminskih receptora, i tim putem umanjuju inflamatorni efekat.
Astelin (Azelastin hidrohlorid) je primer lokalnog antihistamina dostupnog u obliku nazalnog spreja. Ovaj lek se može dobiti samo uz recept. On je zadobio popularnost među obolelima od alergijskog rinitisa.

## Topikalni dekongestanti
Oksimetazolin hidrohlorid dekongestant nazalni sprejevi kao što su Afrin i Vicks Sinex, zajedno sa fenilefrin hidrohlorid nazalnim sprejevima, kao što su Neo Sinefrin i Dristan, koji su dostupni na slobodno, imaju sposobnost brzog otvaranja nazalnih kanala puten konstrikcije krvnih sudova u unutar nosa.
Dugotrajna upotreba ovih tipova sprejeva može oštetiti mukozne membrane nosa. To uzrokuje povećanu inflamaciju, efekat poznat kao medikamentni rinitis, ili "povratni efekat". Iz tog razloga, dekongestivni nazalni sprejevi se preporučuju samo za kratkotrajnu upotrebu.

## Sprejevi koji ne sadrže lekove
Fiziološki sprejevi su isto tako u širokoj upotrebi. Oni tipično ne sadrže lekove. Fiziološki rastvor u obliku spreja koristi kao sredstvo za vlaženje suvih ili nadraženih nozdrva.
Poznato je da nazalne kreme mogu olakšati respiratornu nelagodnost prouzrokovanu povećanom suvoćom vazduha u kabinama aviona, i klimatizovanim poslovnim prostorima (sindrom bolesnih zgrada). One mogu da umanje podložnost različitim respiratornim infekcijama vezanim za avionski transport.
Prirodni nazalni sprejevi koji sadrže kapsaicin, čajno drvo i turmerik kao što su Sinus Buster, Sinol i SinuSoothe se koriste kod obolelih od sinusitisa, rinitisa, i alergije, da bi se olakšali nazalni simptomi.

## Kombinovana upotreba
Često, lekar ili specijalista za alergije prepisuju nekoliko tipova nazalnih sprejeva u kombinaciji jedan sa drugim, ili sa drugim lekovima. Na primer, dekongestant sprej se često preporučuje u toku prvih nekoliko dana tretmana zajedno sa antihistaminskim ili steroidnim sprejom. Brzo delujući efekti dekongestanta omogućavaju bolje inicijalno dejstvo drugih sprejeva.

## Spoljašnje veze
- Preparati za lečenje bolesti nosa
- Alergijski rinitis
- Rinitis
- Sindrom bolesnih zgrada

|  | Molimo Vas, obratite pažnju na važno upozorenje u vezi sa temama iz oblasti medicine (zdravlja). |